# Buslijn 179 (Brussel VUB - Leuven - Beringen - Leopoldsburg - Hamont)
Snelbuslijn 179 Brussel - Leuven - Beringen - Leopoldsburg - Hamont is een snelbus van De Lijn, entiteit Limburg, bedoeld om de Limburgse studenten 's zondagsavonds naar hun kot in Leuven of Brussel en 's vrijdagsavonds weer naar huis te vervoeren. De ritten worden uitgevoerd met autocars.
Aangezien deze lijn steeds verlieslatend gereden moest worden, heeft De Lijn een uitzondering aangevraagd op de opgelegde maximumtarieven. Sindsdien is het tarief voor studenten zowat verdubbeld en voor andere pendelaars vergelijkbaar geworden met de treintarieven.

## Frequentie
- Er gaat 1 bus op vrijdag van Brussel naar Hamont.
- Op zondag gaat er 1 bus vanuit Hamont naar Brussel en 1 bus vanuit Beringen.

Deze bussen rijden enkel als er les wordt gegeven aan de KU Leuven of de VUB

## Geschiedenis

### 2012
In februari 2012 kondigt De Lijn aan dat de snelbuslijnen 68, 178 en 179 zullen worden afgeschaft vanaf 1 augustus omwille van besparingen. Deze lijnen hebben echter een zeer hoge bezettingsgraad. In mei werd de stopzetting 'definitief' bevestigd. Als tegemoetkoming komt er het voornemen om de uurregeling van de regionale buslijnen beter af te stemmen op de treinen die van Genk naar Leuven, Brussel en Antwerpen rijden. Dit werd onthaald door een golf van verontwaardiging en acties door de reizigers en de gemeentes in het oosten van Limburg.
Staf Cars begon in juni met het uitwerken van een alternatief.
De Lijn zelf heeft als enige alternatief bussen tot Diest en dan verder met de trein. Wat De Lijn betreft vormt het een grote besparing. De bezettingsgraad is hoog, maar De Lijn kon deze niet kostendekkend uitvoeren. Het was ook relatief eenvoudig om de lijnen af te stoten, aangezien ze in onderaanneming worden uitgevoerd door transportbedrijf Heidebloem.
Op 19 juli werd echter beslist om de Limburgse snelbussen toch te behouden, aangezien er ondertussen aanpassingen werden gedaan i.v.m. de maximumtarieven. Vanaf 23 september werden de tarieven dus drastisch aangepast (x7) voor woon- werkverkeer en bijna verdubbeld voor studenten.
Met het abonnement dat niet-studenten nodig hebben om van deze lijnen gebruik te kunnen maken, is het niet mogelijk om andere lijnen van De Lijn te gebruiken. Wel voorziet De Lijn 25 procent korting op een tweede abonnement (zoals Buzzy Pazz of Omnipas), op vertoon van een snelbusabonnement.
In september ontvangt TreinTramBus nogal wat klachten vanwege de reizigers. Het abonnement voor de snelbuslijnen is enkel te koop in Hasselt, maar die Lijnwinkel ligt niet eens op de route van de buslijn en reizigers die met de snelbus nog niet op hun bestemming zijn, hebben vanaf nu 2 abonnementen nodig.

### 2013
Bij de evaluatie een jaar nadien, werd beslist om de lijnen aan dezelfde voorwaarden nog minstens een jaar te laten blijven bestaan.

### 2014
Op 1 april 2014 wordt aangekondigd dat het in stand houden van de lijnen De Lijn ruim €900.000 per jaar kost i.p.v. de €375.000 die ze begroot hadden. Een groter aantal reizigers dan verhoopt heeft afgehaakt. Er wordt dus opnieuw gevreesd voor afschaffing van de lijnen. Op 3 april zegt minister van mobiliteit Crevits: "Snelbussen worden niet afgeschaft", maar aangezien het op 25 mei verkiezingen zijn, is het niet duidelijk of ze daar later nog iets over te zeggen zal hebben. De kostendekkingsgraad ligt met 27% wel een stuk hoger dan het Vlaamse gemiddelde van 16%.

## Route
De route verloopt vanaf de VUB-campus in Elsene, vlak bij het station van Etterbeek via de Brusselse R21-ringweg, naar de E40. Deze wordt gevolgd tot het knooppunt met de E314, vervolgens naar de drukke Koning Boudewijnlaan. Ter hoogte van de Celestijnenlaan, kunnen de Leuvense studenten van Campus Arenberg opstappen.
Voor studenten van de residenties is het wellicht handiger om op de R23 de halte Sportcentrum te gebruiken. De haltes Naamsepoort en Parkpoort worden eveneens bediend op de Leuvense ring. Aan het station wordt geen gebruik gemaakt van de haltes in het busstation zelf. Perron 13 ligt vlak bij op de Diestsepoort. Dit is een korte straat die de Diestsevest verbindt met de Vuurkruisenlaan.
Via de Eenmeilaan gaat het dan naar de halte Vuntcomplex in Kessel-Lo. Dan via de E314 en de N2 naar het Sint-Jansplein op de R26-ringweg in Diest.
Vanuit Diest gaat het dan via de N29 naar Meldert, Paal en het busstation in Beringen, in 2014 hernoemd naar Bogaersveld. Dan via de N72 noordwaarts, om via de N73 weer oostwaarts verder te gaan.
In Hechtel gaat het dan weer noordwaarts tot Overpelt, dan weer oostwaarts via de N712 tot Hamont, waar ze pas in april 2014 weer een treinstation kregen.
- Dynamische kaart op Openstreetmap met mogelijkheid tot inzoomen, omgeving bekijken en export als GPX

## Externe verwijzingen
- Website De Lijn